# Acrotylus kirbyi
Acrotylus kirbyi is een rechtvleugelig insect uit de familie veldsprinkhanen (Acrididae). De wetenschappelijke naam van deze soort is voor het eerst geldig gepubliceerd in 1903 door Froggatt.